# Canal de l'Escaut au Rhin
Le canal de l'Escaut au Rhin (en néerlandais Schelde-Rijnkanaal) est un canal de la Belgique et des Pays-Bas, il est entièrement à l'abri des marées et en eau douce depuis les années 1980, il comporte deux écluses.

## Géographie
Le canal relie le port d'Anvers au Volkerak, et il fait partie de la liaison entre l'Escaut et le Rhin, l'itinéraire de navigation qui relie Anvers à Rotterdam et aux rivières du delta du Rhin.
Le canal commence en Belgique, dans le Port d'Anvers. Après un angle serré (le Canal Albert devait se connecter à cet endroit), il se dirige vers le nord et traverse la frontière belgo-néerlandaise près de Zandvliet. Aux Pays-Bas, le canal suit grosso modo la frontière entre les provinces de la Zélande (à l'ouest) et le Brabant-Septentrional (à l'est). Le canal traverse l'extrémité est de Zuid-Beveland. Dans la commune de Reimerswaal sont situées les écluses du Kreekrak. Le canal traverse le Zoommeer, qui est une partie orientale de l'Escaut oriental, entre les digues d'Oesterdam et de Markiezaatskade. À cet endroit, le canal est relié au port de Berg-op-Zoom.
Après le passage dans le Zoommeer, le canal sépare les anciennes îles de Tholen et de Sint Philipsland du Brabant-Septentrional, avant d'aboutir dans le Volkerak. Plus au nord, les écluses du Volkerak et le Dordtsche Kil permettent de joindre le port de Rotterdam.
Une petite dizaine de ponts enjambent le canal, notamment pour relier Tholen, Sint-Philipsland et Zuid-Beveland au continent.

## Histoire
Durant le Premier Empire, Napoléon avait décrété en avril 1806 la construction de ce canal qui devait relier Anvers à Dusseldorf et faciliter l'approvisionnement des chantiers navals en bois, mais cela resta sans suite après 1815.
Le canal de Zuid-Beveland achevé en 1866 permettant aussi une liaison de l'Escaut au Rhin, a été très fréquenté, mais il présente un parcours plus long. Avec les modifications de l'Escaut dues au plan Delta, il a été décidé de construire un canal plus à l'est. La construction a débuté en 1967, il a été ouvert en 1975; mais ce n'est qu'en 1986 avec l'achèvement de l'Oesterdam, qu'il est séparé des eaux soumises à marée de l'Escaut occidental. À noter qu'une grande partie du tracé reprend l'ancien lit de la Striene.
Sur le territoire belge, il avait été prévu de créer une branche vers l'est, pour relier le port d'Anvers directement aux villes de la Campine via le canal Albert. Ce projet a été abandonné à la suite de protestations d'écologistes, mais l'embranchement est toujours visible.